# Нендовка
Нендовка — река в Костромской области России, протекает по территории Парфеньевского района. Устье реки находится в 145 км от устья Неи по левому берегу. В 19 км от устья впадает левый приток Шишмара. Длина реки составляет 36 км, площадь водосборного бассейна — 172 км².

## Данные водного реестра
По данным государственного водного реестра России относится к Верхневолжскому бассейновому округу, водохозяйственный участок реки — Унжа от истока и до устья, речной подбассейн реки — Бассей притоков Волги ниже Рыбинского водохранилища до впадения Оки. Речной бассейн реки — (Верхняя) Волга до Куйбышевского водохранилища (без бассейна Оки).
Код объекта в государственном водном реестре — 08010300312110000016218.